# Społeczeństwo regionalne
Społeczeństwo regionalne - ludzie zamieszkujący pewien obszar administracyjny lub gospodarczy, często powstających w sposób naturalny, w ramach których powstają różne formy współdziałania społecznego, kulturalnego, turystycznego, handlowego.